# Miño (canción)
«Miño» es una canción interpretada por el grupo de rock chileno Los Bunkers, compuesta por los hermanos Durán e incluida originalmente en el segundo álbum de estudio de la banda, Canción de lejos (2002). Fue lanzada como primer sencillo del álbum en abril de 2002 y al poco tiempo recibió una excelente recepción de la crítica y del público en general, logrando posicionarse entre las cinco canciones más exitosas del país y haciendo que el grupo alcanzara repercusión nacional.
Recordado como uno de los sencillos más exitosos de Los Bunkers, es también una de las canciones más emblemáticas del rock de Chile y es un clásico de las presentaciones en vivo de la banda, en las cuales sus fanáticos son los encargados de cantar el último estribillo de la canción, tal y como lo permitió Álvaro López en las presentaciones del grupo en el Festival de Viña del Mar en los meses de febrero de 2007, 2012, y 2024..

## Historia de la canción
| «No supiste morir porque tu propia tristeza se incendió» Extracto de «Miño» |

La canción hace referencia a la historia de Eduardo Miño, un militante del Partido Comunista de Chile que se quemó a lo bonzo frente al Palacio de la Moneda en noviembre de 2001, en protesta por su condición de desempleado y por las víctimas de la asbestosis.
Solo el título de la canción y el estribillo hacen referencia a este caso ya que el resto de la canción tiene partes autobiográficas relacionadas con la infancia de los hermanos Durán. Por ejemplo, la oración "Lavando a mano dentro de un piano" hace referencia a un hecho familiar; cuando su madre le pidió a su esposo una lavadora y él le regaló un piano.

## Video
El video fue dirigido por Jorge Lozano. En él se muestra primero a Álvaro López, caminando por una calle de la capital Santiago de Chile. Luego él se sube a una micro (transporte público chileno) donde se sienta y se encuentra con el resto de la banda que está tocando en los asientos finales del vehículo.
Mientras están allí siguen tocando y avanzando de calles en Santiago, hasta que el video termina. La banda nunca se baja de la micro.

## Créditos
- Álvaro López – voz principal
- Francisco Durán – guitarra líder y coros
- Mauricio Durán – guitarra rítmica y coros
- Gonzalo López – bajo eléctrico
- Mauricio Basualto – batería

## Recepción
La crítica para la canción fue muy buena, y ha sido señalada como una de las mejores canciones de la banda y del rock chileno. Fue muy aceptada por la audiencia joven del país y muy aclamada en las radios locales. Se ha dicho que fue muy buena idea lanzarla como primer sencillo del álbum, ya que le dio un impulso extra a este para su comercialización.  El sencillo logró llegar a la quinta posición en Chile.

### Reconocimientos
| Publicación | País           | Lista                                                     | Año  | Posición |
| ----------- | -------------- | --------------------------------------------------------- | ---- | -------- |
| Al Borde    | Estados Unidos | Las 500 canciones más importantes del rock iberoamericano | 2006 | 424      |
| Fotech      | Chile          | Las 150 mejores canciones chilenas de todos los tiempos   | 2013 | 2        |

### Posicionamiento en listas
| Lista                       | Posición | Semanas N.º 1 | Semanas en lista |
| --------------------------- | -------- | ------------- | ---------------- |
| Chile (Chile Singles Chart) | 5        | —             | 5                |

## Presentaciones en vivo
Banda
- Álvaro López – voz, guitarra rítmica acústica y platillos
- Francisco Durán – guitarra líder y coros
- Mauricio Durán – guitarra rítmica y coros
- Gonzalo López – bajo
- Cancamusa - batería

Presentaciones destacadas
- Plaza Baquedano (Plaza Italia, 13 de diciembre de 2019)
- Festival de Olmué (2004, 2006, 2010 y 2014)
- Movistar Arena (2013)
- Festival de Viña del Mar (2007,2012 y 2024
- Teatro Caupolicán (concierto 10 años)
- Lollapalooza (2011)
- The Roxy (2011)
- Vive Latino (2009)
- Teatro Teletón (2005)
- De pe a pa (2002)
- "Estadio Nacional Julio Martínez Pradanos" (2024)
- "Festival REC Rock en Concepción" (2024)
- "Festival Marvin" (2023)

## Versiones
- El cantante Franco Simone realizó una pequeña versión en italiano para el programa The Voice Chile.